# N-Gage
N-Gage este un telefon mobil și o consolă portabilă de jocuri bazată pe platforma Nokia Series 60. Seamănă cu Game Boy Advance doar că are și funcții de telefon mobil. Nu a avut foarte mare succes deoarece butoanele create pentru teleon nu erau foarte potrivite pentru a juca jocuri.  A fost ironizat pentru forma sa de „taco”.